# Доротея Монтовська
Доротея Монтовська, також Доротея Шварце (нім. Dorothea von Montau; 6 лютого 1347, Монтови-Великі — 25 червня 1394, Квідзин) — відлюдниця і містичка. Свята римо-католицької церкви, покровителька Тевтонського ордену та Пруссії.

## Життєпис
Доротея Монтовська походила із заможної селянської родини, була дочкою голландських колонізаторів у Пруссії. Коли Доротеї було сім років з нею стався нещасний випадок: її ошпарили окропом, дівчинка ледь не загинула. Вже в дитинстві Доротея почала практикувати умертвлення та аскетизму. Вона виконувала обряд поклонів (Venia) перед хрестом під керівництвом матері й під час посту не хотіла їсти молочні страви, хоча через свій вік вона не була зобов'язана постити. Крім того, її біограф повідомляє про самоочищення, екстремальне голодування, поранення ніг, сон на холоді та інші практики.
На прохання сім'ї вона в 16-річному віці вийшла заміж за старшого на 20 років зброяра з міста Гданська. У подружжі було дев'ятеро дітей, з яких вижила лише одна донька (яка згодом вступила в орден у Хелмно), решту померли під час епідемії.
Під впливом Доротеї до Бога навернувся її чоловік. Незабаром після весілля Доротея Монтовська мала перші видіння. Разом подружжя відбуло паломництво в Аквізґран і Айнзідельн. У 1390 році планували відбути наступне паломництво до Риму, проте смерть чоловіка Доротеї перешкодила цьому задуму. З того часу почався містичний шлях святої.
Після смерті чоловіка в 1389 або 1390 році Доротея переїхала в Квідзин. Там вона познайомилася з деканом собору та священником Тевтонського ордену Йоганнесом з Квідзіна, її майбутнім духовником і біографом.
Як і всі містики, так і Доротея зустрілася з нерозумінням і ворожнечею. У 1391 році в Гданську їй погрожували спалити як відьму, оскільки вона нібито помилялася у своїй вірі. На її захист став Микола Гохенштейн, а її духівник Йоганнес з Квідзіна допоміг запобігти спаленню.
Доротея пожертвувала свій маєток і до кінця свого життя проживала затворницею у келії, яку добудували до собору в Квідзині — катедральному місті єпископа Помезанії. У 1393 році свята попросила замурувати себе в маленькій келії катедрального собору.
Померла 1394 року.

## Почитання
Папа Павло VI канонізував Доротею Монтовську в 1976 році; процес канонізації, розпочатий незабаром після її смерті та підтриманий Тевтонським орденом, був припинений у 1404 році й відновлений лише у 1955 році. Життя Доротеї було описано Йоганнесом з Квідзіна, а книга була надрукована Якобом Карвейсом в 1492 році в Квідзині.